# Ibis plumbi
L'ibis plumbi (Theristicus caerulescens) és una espècie d'ocell de la família dels tresquiornítids (Threskiornithidae) que habita estanys i aiguamolls a les terres baixes de Bolívia, el Paraguai, Uruguai, sud del Brasil i nord de l'Argentina.